# 1970 au Canada
Pour un article plus général, voir Chronologie du Canada.
Cet article traite des événements qui se sont produits durant l'année 1970 au Canada.

## Évènements

### Politique
- 20 mars : le Canada joint l'Organisation internationale de la francophonie comme membre fondateur.

- 29 avril : élection générale québécoise. Les libéraux de Robert Bourassa prennent le pouvoir.

- Crise d'Octobre.
- 5 octobre : le Front de libération du Québec (FLQ) kidnappe le diplomate britannique James Richard Cross.
- 10 octobre : le Front de libération du Québec kidnappe le vice-Premier ministre du Québec Pierre Laporte.
- 13 octobre : 
  - Renaissance officielle de Mao Zedong comme le seul gouvernement légal de la Chine[1].
  - élection générale néo-écossaise. Les libéraux de Gerald Regan prennent le pouvoir.
- 16 octobre : loi martiale au Québec.
- 17 octobre : on découvre le cadavre du vice-Premier ministre Pierre Laporte, assassiné par le FLQ (par strangulation).
- Création du Parc national de Forillon au Québec.

### Justice
- 23 mars : Joseph Honoré Gérald Fauteux est nommé juge en chef à la cour suprême.

### Sport

#### Hockey

Logo des Canucks de Vancouver à ses débuts

- Fin de la Saison 1969-1970 de la LNH suivi des Séries éliminatoires de la Coupe Stanley 1970. Aucune équipe canadienne dans les éliminatoires.
- Le Canadien junior de Montréal remporte la Coupe Memorial 1970.
- Repêchage amateur de la LNH 1970.
- Début de la Saison 1970-1971 de la LNH. Le club de hockey des Canucks de Vancouver joint la Ligue nationale de hockey

#### Football
- Novembre : les Alouettes de Montréal remportent la 58e finale de la coupe Grey contre les Stampeders de Calgary.
- L'Université du Manitoba remporte la Coupe Vanier contre l'Université d'Ottawa.

#### Autres
- Championnats du monde d'aviron à Saint Catharines.
- Championnats du monde de lutte à Edmonton.
- Première édition des Jeux d'hiver de l'Arctique à Yellowknife.
- Création de l'Association canadienne des entraîneurs, une organisation de sport amateur sans but lucratif, dont le mandat consiste à améliorer l'efficacité de l'entraînement dans tous les sports, afin d'aider les sportifs canadiens dans leur préparation.
- Construction de la Montagne artificielle de Blackstrap (en) à Saskatoon en vue des Jeux du Canada d'hiver de 1971

### Économie

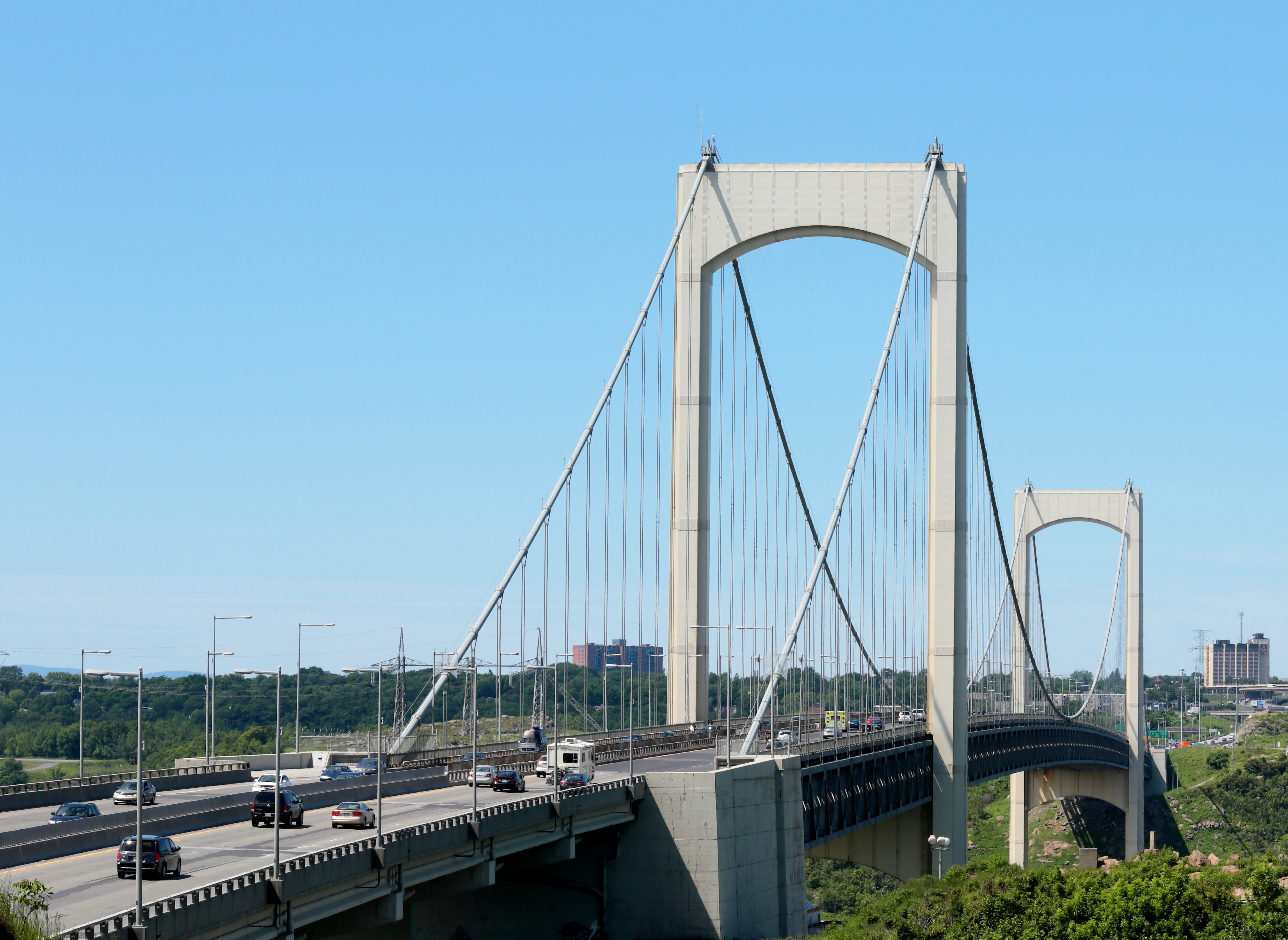
Pont Pierre-Laporte de Québec

- 1er novembre : inauguration du Pont Pierre-Laporte à Québec nommé en l'honneur du ministre enlevé lors de la crise d'octobre.

### Science
- Loi demandant la réduction des phosphates dans les détergents à linge afin de réduire les algues dans l'eau.

### Culture

#### Chanson
- Février : le chanteur Marc Hamilton interprète Comme j'ai toujours envie d'aimer.
- Jean-Pierre Ferland lance son album Jaune.

#### Film
- Deux femmes en or, film de Claude Fournier.

#### Livre
- Kamouraska (roman) de Anne Hébert.
- Recueil de poésie L'Homme rapaillé de Gaston Miron.

#### Télévision
- Série À la branche d'Olivier.

### Religion
- Fernand Lacroix est nommé évêque au Diocèse d'Edmundston.
- Construction et inauguration de la Cathédrale Sainte-Anne de Sainte-Anne-de-la-Pocatière au Québec.

### Autre
- 5 juillet : écrasement du Vol 621 Air Canada à Toronto Gore.

## Naissances
- Lynn Coady, romancière et journaliste.
- 8 avril : J. R. Bourne, acteur.
- 11 avril : Trevor Linden, joueur professionnel de hockey sur glace.
- 3 mai : Marie-Soleil Tougas, comédienne et animatrice de télévision.
- 4 mai : Karla Homolka, criminelle et femme de Paul Bernardo.
- 8 mai : Naomi Klein, journaliste et militante.
- 12 mai : Mike Weir, golfeur.
- 3 juin : Julie Masse, chanteuse.
- 12 juin : Gordon Michael Woolvett, acteur et scénariste.
- 9 août : Rod Brind'Amour, joueur de hockey sur glace.
- 16 août : Dean Del Mastro, politicien fédéral.
- 19 août : James Rajotte, politicien fédéral.
- 1er septembre : Mitsou Gélinas, chanteuse.
- 15 décembre : Michael Shanks, acteur.
- 23 décembre : Catriona Le May Doan, patineuse de vitesse.
- 25 décembre : Stu Barnes, joueur professionnel de hockey sur glace.

## Décès
- Émile Coderre, auteur connu sous le pseudonyme de Jean Narrache.
- 23 janvier : Nell Shipman, actrice et monteuse.
- 29 janvier : Lawren Harris, artiste du groupe des sept.
- 21 février : Louis-René Beaudoin, homme politique fédéral provenant du Québec.
- 27 février : Marie Dionne, l'une des Sœurs Dionne.
- 23 mars : Del Lord, cinéaste.
- 31 mai : Terry Sawchuk, gardien de but de hockey sur glace.
- 12 juin : John Keiller MacKay, lieutenant-gouverneur de l'Ontario.
- 22 juin : William Melville Martin, premier ministre de la Saskatchewan.
- 12 septembre : Jacob Viner, économiste.
- 7 octobre : Alphonse-Marie Parent, religieux et réformateur de l'éducation.
- 17 octobre : Pierre Laporte, vice-premier ministre du Québec.
- 21 novembre : Édouard Lalonde, joueur de hockey sur glace.